# 管宗祥
管宗祥（1922年11月28日—2023年1月16日），曾用名管叔，男，山东人，中国电影演员，北京电影制片厂演员，中国电影金凤凰奖特别荣誉奖得主。

## 家庭
妻子于黛琴，儿子管虎，儿媳梁静。